# 遠東新聞社
遠東新聞社最初是中華民國行政院新聞局于1958年10月25日，在西德波昂设立的机构。1980年，由中華民國外交部接管，后演变成駐德國台北代表處。
1958年10月25日，行政院新聞局在西德首都波昂设立的遠東新聞處:32。或说是1956年设立的自由中國新聞社。1964年10月，在汉堡设立遠東新聞處漢堡分處（駐德國臺北代表處漢堡辦事處前身）。1965年1月，在柏林（西柏林）设立遠東新聞處柏林分處（駐德國臺北代表處柏林辦事處前身）:32—34。
1973年12月31日，遠東新聞處更名为遠東新聞社:32。或说是在此前的1961年12月31日或1972年，由自由中國新聞社更名为遠東新聞社。在波昂的，即是遠東新聞社波昂總社。1980年10月20日，中華民國外交部設立臺北經濟文化代表處波昂總處:156，是为中华民国驻德国實質大使館。遠東新聞社相关机构在1980年被中華民國外交部接管后，遠東新聞社波昂總社實質轉為代表處新聞組。
1980年12月，沈錡擔任中華民國駐德國全權代表，对外仍称遠東新聞社波昂總社主席。1992年9月23日，更名為駐德國臺北經濟文化代表處。1997年7月1日，更名为駐德國臺北代表處；1999年10月4日，移驻柏林:32—34。